# Paolo Pescetto
Paolo Pescetto (Genova, 12 gennaio 1995) è un rugbista a 15 italiano, mediano d'apertura delle Zebre.

## Biografia
Cresciuto nelle giovanili del CUS Genova, sua città d'origine, ha debuttato con tale club in Serie B a 17 anni; non preso in considerazione dall'accademia della F.I.R. per motivi fisici (la sua statura, 177 cm, non era considerata sufficiente per i piani federali), si è trasferito al Narbonne nelle cui giovanili ha militato a partire dal 2014 per poi esordire in Pro D2 nel marzo 2016.
Tornato in Italia nel 2018, è stato ingaggiato dal Calvisano, vincendo con tale club il titolo di campione nazionale 2018-19 e guadagnandosi il premio di miglior giocatore della finale-scudetto contro Rovigo.
Ancora senza presenze in nazionale, ha esordito nell'Italia Emergenti in occasione della Nations Cup 2016 in Romania.

## Palmarès
- Campionati italiani: 1
Calvisano: 2018-19